# Station Gdynia Wzgórze Św. Maksymiliana
Station Gdynia Wzgórze Św. Maksymiliana is een spoorwegstation in de Poolse plaats Gdynia.